# Jecker-Preis
Der Jecker-Preis (prix Jecker) der Académie des sciences ist ein Wissenschaftspreis, der an den wissenschaftlichen Nachwuchs vergeben wird. Der Preis wurde 1851 in Andenken an Louis Jecker (1802–1851) durch die Académie des sciences eingerichtet, wurde ursprünglich jährlich verliehen und galt lange Zeit als eine der wichtigsten Auszeichnungen für Chemiker in Frankreich.

## Preisträger
- 1859 Charles Wurtz zusammen mit Cahours[2]
- 1861 Louis Pasteur, für seine Arbeiten über Fermentation[3]
- 1862 Thomas Graham[4]
- 1864 Charles Wurtz[2]
- 1870 Édouard Grimaux (⅓)[5]
- 1872 Paul Schützenberger[6], Émile Jungfleisch[7]
- 1875 Édouard Grimaux[5]
- 1877 Auguste Houzeau, François Stanislas Cloëz
- 1881 Joseph Le Bel[8], Auguste Béhal[9]
- 1884 Gustave Chancel[10]
- 1885 Roberto Duarte Silva, James Mason Crafts[11]
- 1887 Léon-Albert Arnaud[12], Albin Haller[13]
- 1892 Gustave Bouchardat[14]
- 1894 Camille Chabrié[15]
- 1895 Charles Joseph Tanret[16]
- 1896 Victor Auger[17]
- 1898 Daniel Berthelot[18], Alphonse Buisine[19], Albin Haller[13]
- 1900 Auguste Béhal[9]
- 1901 Charles Moureu[20]
- 1902 Louis Bouveault[21]
- 1905 Paul Sabatier[22], Jean-Baptiste Senderens[22], Victor Grignard[23]
- 1907 Marcel Delépine[24], Edmond Blaise[25]
- 1909 Marcel Guerbet
- 1910 Alfred Guyot[26], Joseph Bougault[26]
- 1911 Marc Tiffeneau[27]
- 1913 Amand Valeur, Alphonse Mailhe[28]
- 1914 Marcel Delépine[24]
- 1917 Edmond Blaise[25]
- 1919 Ernest Fourneau[29]
- 1922 Marc Tiffeneau[27]
- 1923 Marc Tiffeneau[27]
- 1925 Charles Dufraisse (hälftig)
- 1928 Victor Auger[17]
- 1931 Ernest Fourneau[29]
- 1936 Charles Dufraisse
- 1939 Raymond Cornubert
- 1941 Pauline Ramart
- 1944 Georges Dupont
- 1963 Léo Marion[30]
- 1965 Jacques-Émile Dubois
- 1971 Guy Ourisson
- 1989 Jean-Louis Rivail[31]
- 1991 André Collet[32]
- 1993 Jean-Pierre Majoral[33]
- 2008 Ivan Huc[34]